# Rottenacker
Rottenacker là một thị xã nằm ở huyện Alb-Donau thuộc bang Baden-Württemberg, Đức.